# Nicolae Labiș

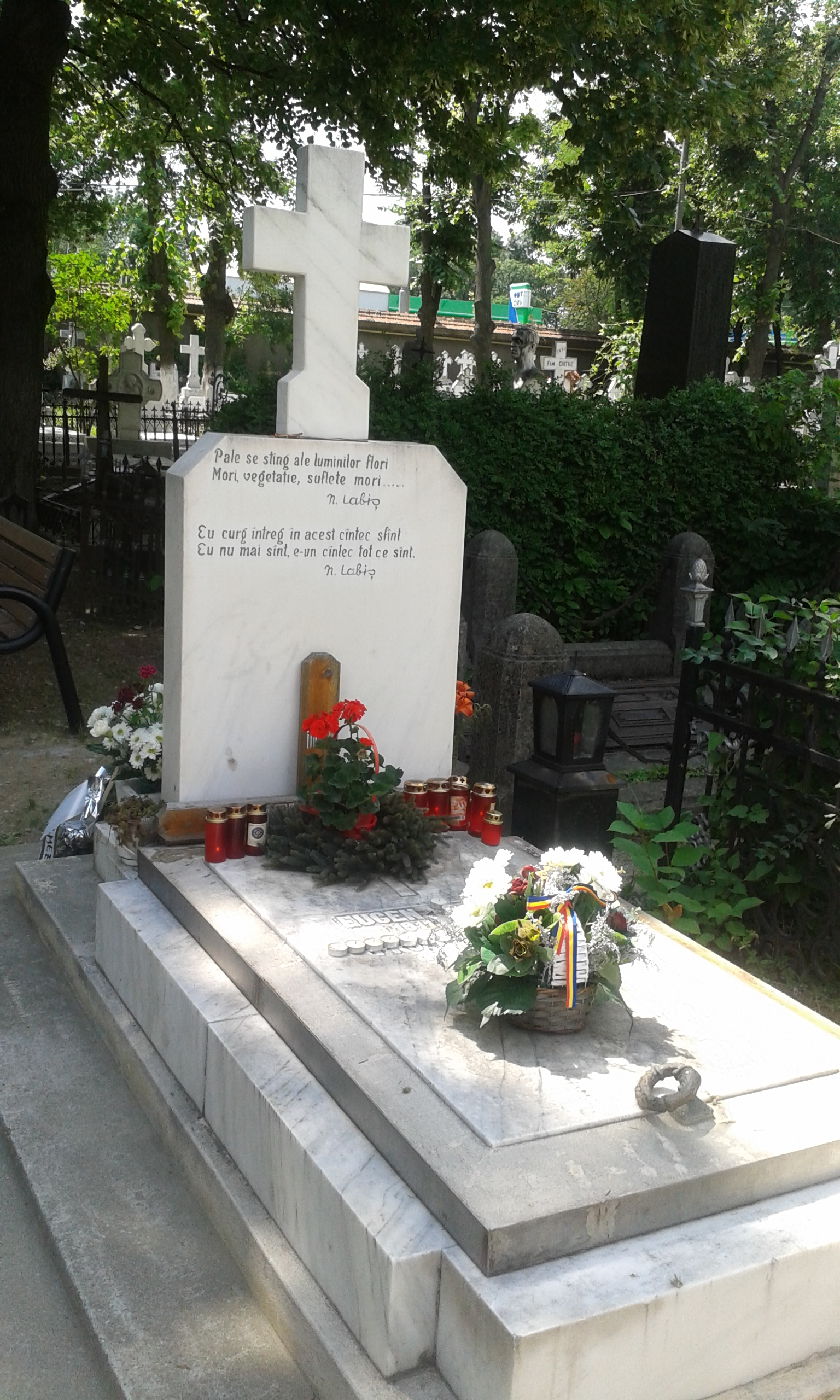
A költő sírja a bukaresti Bellu temetőben

Nicolae Labiş (Poiana Mărului, Suceava megye, 1935. december 2. – Bukarest, 1956. december 22.) román költő.
A fiatalon elhunyt költő a hatvanas évek költőnemzedékének egyik legtehetségesebb tagja volt. Már gyermekkorában meséket és verseket írt.
Középiskoláit Folticsénben és Jászvásáron végezte. Első versei 1950-ben a Zori noi (Szucsáva), illetve 1951-ben a Viaţa Românească lapokban jelentek meg. A bukaresti egyetem bölcsészkarára iratkozott be, de rövidesen ott is hagyta. A Lupta cu inerţia (Harc a tehetetlenséggel) című kötetét rendezte sajtó alá, amikor tisztázatlan körülmények között, villamosbalesetben elhunyt. Egyes kortársak és szemtanúk szerint a baleset valójában politikai gyilkosság volt.
A Moartea căprioarei (Az őz halála) című verse, amely megtörtént esetet dolgoz fel, több nemzedéken keresztül híressé tette. Eugen Simion kritikus „egy generáció buzogánya” névvel illette, mivel a megjelenése előrejelezte a hatvanas évek nagy költőnemzedékét, amit Nichita Stănescu neve fémjelzett.
Verseit Kányádi Sándor fordította magyarra.

## Magyarul
- Mókafi kalandjai; ford. Kiss Jenő; Ifjúsági, Bukarest, 1963
- Az őz halála. Versek; ford. Kányádi Sándor; Irodalmi, Bukarest, 1964
- Nicolae Labi legszebb versei; ford. Kányádi Sándor; Albatros, Bukarest, 1970